# Жданова, Анна Ивановна
Анна Ивановна Жданова (род. 07.11.1941) — телятница колхоза «Красная звезда» Ивнянского района Белгородской области, полный кавалер ордена Трудовой Славы (1990).

## Биография
Родилась 7 ноября 1941 года в селе Верхопенье Ивнянского района Курской (с 1954 года — Белгородской) области.. Мать была передовой колхозницей, отец — инвалид. Анна Ивановна вспоминает:

«Жизнь была тяжёлая: ели лебеду, шир, кукурузу (она впервые появилась на колхозных полях). В школе зимой было холодно и с учителем
Д. Д. Ткачевым чтобы согреться, мы пели песни»— 
 .
В 1956 году в 14 лет окончила школу и пошла работать в колхоз «Красная звезда» (центральная усадьба — село Верхнопенье). Первый год она трудилась в колхозе на свекле. Затем работала на птицеферме. Молодая птичница получала от несушки по 180—200 яиц в год, как и другие опытные работницы колхоза. В 1963 году — вышла замуж, позже, в 1964 году Анна Ивановна перешла на ферму телятницей, и умудрялась совмещать работу на ферме и в поле.
К началу 1970-х годов считалась одной из лучших колхозных животноводов.
Указом Президиума Верховного Совета СССР от 30 марта 1978 года за добросовестный труд, в выполнении народно-хозяйственного плана награждена орденом Трудовой Славы 3-й степени.
Принимала участие в работе Выставки достижений народного хозяйства (ВДНХ) СССР, награждена серебряной медалью ВДНХ.
Указом Президиума Верховного Совета СССР 14 декабря 1984 года за долголетний добросовестный труд, проявленную трудовую доблесть в выполнении народно-хозяйственных планов Жданова Анна Ивановна была награждена орденами Трудовой Славы 2-й степеней.
Участвовала в работе Выставки достижений народного хозяйства (ВДНХ) СССР.
6 апреля 1985 года ей было присвоено звание Ударник коммунистического труда.
Указом Президента СССР от 10 сентября 1990 года за достижение высоких результатов в производстве, переработке и продаже государству сельскохозяйственной продукции на основе применения прогрессивных технологий и передовых методов организации труда награждена орденом Трудовой Славы I степени. Стала полным кавалером ордена Трудовой Славы.
Трудовой подвиг Анны Ивановны не забыт и навсегда вписан в историю. Она неоднократно награждалась почетными грамотами, дипломами.
Выйдя на пенсию, Анна Ивановна проработала в колхозе ещё пять лет, но и потом продолжала помогать колхозу.
Жданова избиралась депутатом Ивнянского районного Совета народных депутатов.
Жданова А. И. — Почётный гражданин Ивнянского района.
В районном центре посёлке Ивне на Аллее Славы ей установлен бюст.
Проживала в своем родном селе Верхопенье.

## Награды
Награждена орденами Трудовой Славы 1-й, 2-й, 3-й степеней:
3 ст. 30.03.1978 № 245722
2 ст. 14.12.1984 № 58223
1 ст. 10.09.1990 № 816
- медалями, в том числе медалями ВДНХ СССР, знаками «Ударник пятилетки», «Победитель социалистического соревнования»[1].